# Jimmy Savile
Sir Jimmy Savile, all'anagrafe James Wilson Vincent Savile (Leeds, 31 ottobre 1926 – Leeds, 29 ottobre 2011), è stato un disc jockey, conduttore radiofonico e conduttore televisivo britannico.
Distintosi in vita per la personalità eccentrica e per gli atti di filantropia, rivolti soprattutto ai bambini, dopo la morte fu accusato di essere un pedofilo e uno stupratore seriale, il che ne screditò completamente l'immagine pubblica.
Nell'ottobre 2012, quasi un anno dopo il decesso, un documentario della ITV esaminò alcune accuse di abusi sessuali su minori imputate a Savile già in vita (ma da cui era stato apparentemente scagionato), suscitando molto scalpore e creando ampio risalto presso i mass media britannici a causa della progressiva e sostanziale mole di indizi e alle testimonianze di varie vittime che decisero di uscire allo scoperto dopo la morte del conduttore. Scotland Yard aprì un'inchiesta sui presunti abusi compiuti da Savile in sei decenni, descrivendolo come un "pericoloso predatore sessuale", e dichiarando in seguito di aver preso in esame circa 400 casi basandosi sulla testimonianza di 300 potenziali vittime, sia minorenni che maggiorenni. Savile fu accusato di aver violentato anche pazienti degli ospedali in cui era coinvolto, oltre che di atti di necrofilia negli obitori delle strutture.

## Biografia
Savile nacque a Consort Terrace, nel quartiere di Burley a Leeds, ultimo di sette figli (i suoi fratelli maggiori erano Mary, Marjory, Vincent, John, Joan e Christina) in una famiglia cattolica praticante. I suoi genitori erano Vincent Joseph Savile (1886-1953), collaboratore di un allibratore e agente assicurativo, e sua moglie, Agnes Monica Kelly (1886-1972). La nonna paterna era scozzese, mentre la madre era di origine irlandese.
Il giovane Savile crebbe durante la Grande depressione e in seguito affermò di essere stato "forgiato nel crogiolo della povertà", descrivendo suo padre come un uomo "scrupolosamente onesto ma scrupolosamente al verde". Frequentò un istituto cattolico, la St Anne's Roman Catholic School di Leeds, ma abbandonò gli studi all'età di 14 anni. Durante la Seconda guerra mondiale, fu arruolato come "Bevin Boy" e costretto a lavorare nelle miniere di carbone, dove riportò lesioni alla spina dorsale a causa dell'esplosione di un proiettile. In seguito divenne un commerciante di rottami metallici e si avvicinò al mondo della musica, iniziando a suonare i dischi nelle sale da ballo all'inizio degli anni '40. Lavorò come DJ in radio nel 1958, prima di condurre nel 1964 per la BBC dall'esordio l'edizione britannica di Top of the Pops che l'ha definitivamente lanciato. Tra il 1975 e il 1994 ha presentato, sempre per il network inglese, Jim'll fix it, un programma che invitava i bambini a scrivere una lettera a Savile con un “desiderio” che si sarebbe avverato alla fine di ogni episodio.
Eccentrico, sportivo (ha praticato anche ciclismo, wrestling e maratona) e filantropo, è stato insignito del titolo di Ufficiale dell'Ordine dell'Impero Britannico nel 1971. Nel 1990, invece, per le opere di bene compiute, Papa Giovanni Paolo II lo farà Cavaliere dell'Ordine di San Gregorio Magno. Era inoltre membro del Mensa.

### Radio
La carriera radiofonica di Savile ebbe inizio come disc jockey presso Radio Luxembourg, mansione che svolse dal 1958 al 1968. Nel 1968 conduceva 6 programmi a settimana, e uno show al sabato seguito da oltre sei milioni di ascoltatori. In termini di popolarità, egli era uno dei maggiori DJ britannici negli anni sessanta.
Nel 1968, si trasferì a BBC Radio 1, dove condusse Savile's Travels, un programma settimanale in onda la domenica nel quale viaggiava per la Gran Bretagna parlando con le persone del luogo. Dal 1969 al 1973 partecipò a Speakeasy, un programma didattico per adolescenti. Su Radio 1 condusse il Jimmy Savile's Old Record Club, ogni domenica all'ora di pranzo, dove venivano suonati vecchi classici del passato. Dal 1973 al 1987 presentò il The Double Top Ten Show (diventato in seguito The Triple Top Ten Show), un quiz musicale, fino a quando lasciò Radio 1 dopo 19 anni. Dal marzo 1987 all'ottobre 1989 condusse The Vintage Chart Show, dove venivano suonati successi dal 1957 al 1987, su BBC World Service.
Dal marzo 1989 all'agosto 1997 lavorò presso svariate emittenti radio nel Regno Unito. Nel 1994, il comico Chris Morris diffuse un falso necrologio su BBC Radio 1, annunciando che Savile era morto. Tale scherzo ebbe conseguenze legali poiché Savile gli fece causa e costrinse Morris a scusarsi pubblicamente. Il 25 dicembre 2005, e il 1º gennaio 2007, presentò alcuni show su Real Radio.

### Televisione
Il primo ruolo di Savile in televisione fu come presentatore del programma musicale Young at Heart sul canale Tyne Tees Television, andato in onda nel maggio 1960. Sebbene lo show venisse trasmesso in bianco e nero, Savile si tingeva i capelli di un colore diverso ogni settimana.
Il giorno di capodanno del 1964 presentò la prima edizione di Top of the Pops, programma musicale della BBC, trasmettendo da uno studio televisivo a Dickenson Road, Rusholme, Manchester. Il 30 luglio 2006, co-presentò l'ultima edizione settimanale della trasmissione.
Nei primi anni sessanta, Savile condusse (insieme a Pete Murray) il New Musical Express Poll Winners' Concert, che si svolgeva annualmente all'Empire Pool di Wembley, con artisti celebri quali The Beatles, Cliff Richard e The Shadows, Joe Brown and the Bruvvers, The Who, e molti altri. Il 31 dicembre 1969, presentò una coproduzione BBC/ZDF intitolata Pop Go the Sixties.

### Filantropia e volontariato

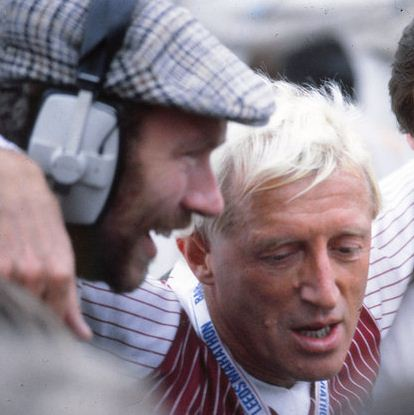
Savile alla maratona di Leeds del 1982

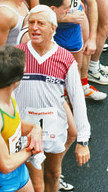
Savile alla maratona di Leeds del 1982

Si stima che Savile abbia raccolto circa 40 milioni di sterline per opere di beneficenza. Una delle attività principali per le quali raccolse fondi fu lo Stoke Mandeville Hospital, dove svolse volontariato per molti anni come portantino. Raccolse fondi anche per Spinal Unit, NSIC (National Spinal Injuries Centre), e St Francis Ward – un reparto per bambini con problemi al midollo spinale. Inoltre, svolse attività di volontariato presso Leeds General Infirmary e Broadmoor Hospital. Nell'agosto 1988 venne nominato dal ministro Edwina Currie responsabile ad interim di una task force a supervisione della direzione dell'ospedale psichiatrico Broadmoor Hospital, dopo che il consiglio di amministrazione della struttura era stato sospeso. Savile aveva una sua stanza privata sia allo Stoke Mandeville sia al Broadmoor. Nel 1989, il conduttore diede il via a un procedimento legale nei confronti della News Group Newspapers dopo che il News of the World aveva pubblicato un articolo, nel gennaio 1988, lasciando intendere che Savile fosse nella posizione di autorizzare la dimissione da Broadmoor di pazienti considerati "pericolosi". L'11 luglio 1989 Savile vinse la causa; il News Group pagò le spese legali, e il conduttore ricevette pubbliche scuse da parte dei giornalisti Kelvin MacKenzie e Patsy Chapman. Nel 2012, venne riportato che Savile aveva abusato sessualmente di alcuni pazienti ricoverati negli ospedali.
Dal 1974 al 1988, Savile fu presidente onorario della Phab (Physically Handicapped in the Able Bodied community). Egli sponsorizzò varie ricerche mediche della Leeds University Research Enterprise, donando oltre 60 000 sterline ogni anno.
Erano celebri le sue partecipazioni a varie maratone di beneficenza (molte per la Phab, inclusa l'annuale mezza maratona a Hyde Park, Londra). Fu riportata la notizia che Savile aveva portato a termine la Maratona di Londra all'età di 79 anni; ma la notizia venne smentita dagli organizzatori.
Savile fondò due associazioni benefiche: la Jimmy Savile Stoke Mandeville Hospital Trust nel 1981, e la Jimmy Savile Charitable Trust di Leeds nel 1984. Infine, raccolse fondi in favore di varie associazioni ebraiche di beneficenza.

### Morte

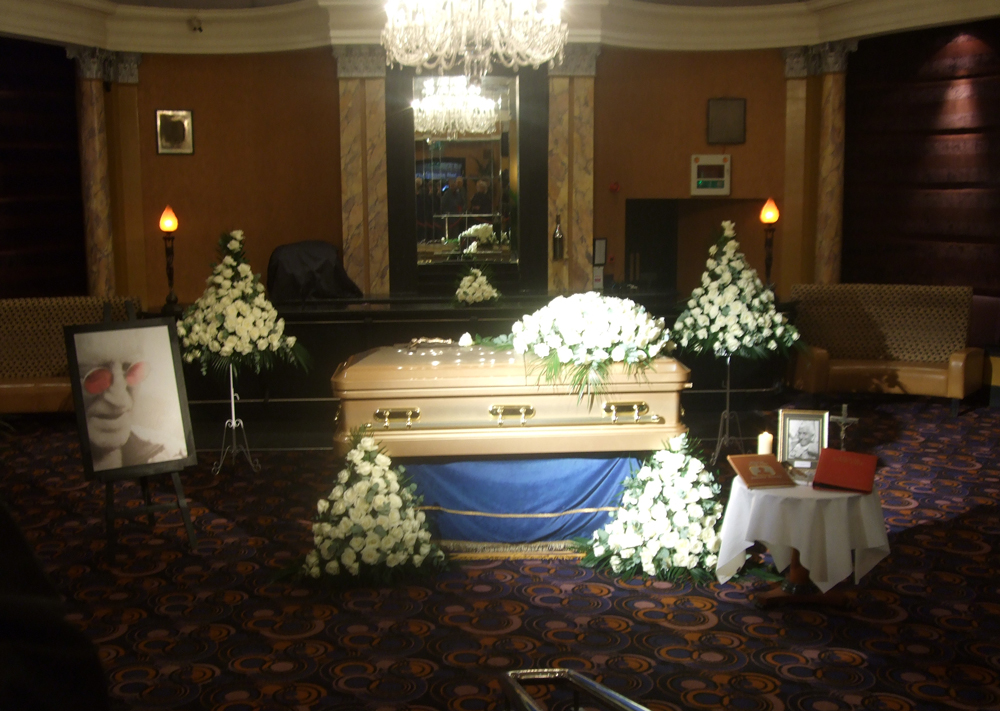
La bara di Savile esposta presso il Queen's Hotel di Leeds, l'8 novembre 2011

Jimmy Savile fu rinvenuto cadavere nella sua casa di Roundhay il 29 ottobre 2011, due giorni prima del suo 85º compleanno. Era stato ricoverato in ospedale a causa di una polmonite poco tempo prima.
La sua bara placcata in oro fu esposta al Queen's Hotel di Leeds, insieme all'ultimo sigaro da lui fumato. Circa 4000 persone gli diedero l'ultimo saluto. Il funerale ebbe luogo presso la Cattedrale di Leeds il 9 novembre 2011, e la salma venne sepolta nel Woodlands Cemetery di Scarborough. Come specificato nelle sue volontà, la bara venne inclinata di 45 gradi in modo che "potesse vedere il mare".

## Accuse di pedofilia e abusi sessuali
Finché Savile visse, ci furono sporadiche accuse di pedofilia nei suoi confronti fin dal 1963, anche se non paragonabili allo scandalo scoppiato dopo la sua morte. In una puntata del programma Jim'll Fix It, Savile dichiarò che il segreto del suo successo era il fatto "che non sopportava i bambini", sebbene in seguito abbia ammesso di aver detto questo per attenuare il controllo sulla sua vita personale. Non volle mai possedere un computer, dichiarando che non voleva che qualcuno potesse pensare che scaricasse da Internet materiale pedopornografico. Nella sua autobiografia As it Happens (1974, ristampata come Love is an Uphill Thing nel 1976) ammise di aver tenuto una condotta sessuale impropria in qualche occasione.
L'ex membro dei Sex Pistols John Lydon, in un'intervista dell'ottobre 1978 per BBC Radio 1, fece alcune preveggenti allusioni sul conto di Savile. Lydon disse: «Mi piacerebbe uccidere Jimmy Savile; penso che sia un ipocrita. Scommetto che è invischiato in tutti i tipi di oscenità che sappiamo tutti, ma non ci è permesso di parlarne. Ho sentito alcune voci... ». Tale commento fu censurato all'epoca dalla BBC prima della messa in onda, ma l'intervista integrale è stata diffusa come traccia bonus nella ristampa dell'album Public Image: First Issue nel 2013, dopo la morte di Savile.
Nel corso di un'intervista del 1990 da lui concessa al The Independent on Sunday, la giornalista Lynn Barber chiese a Jimmy Savile delle voci che circolavano sul fatto che "gli piacessero le ragazzine". Savile rispose che poiché lavorava nell'ambiente della musica pop: « ...le ragazzine in questione non mi ronzavano intorno a causa mia – ma perché conosco le persone che amano, le star... Non provo nessun interesse nei loro confronti». Nell'aprile 2000, in un documentario di Louis Theroux, When Louis Met... Jimmy, Savile ammise che alcuni "salaci giornalisti di tabloid" avevano lasciato intendere che egli fosse un pedofilo, e concluse dicendo: «Io so di non esserlo».
Nel 2007 Savile fu interrogato dalla polizia circa l'accusa di aver molestato sessualmente negli anni settanta una ragazzina della scuola femminile Duncroft Approved School for Girls vicino Staines, nel Surrey, dove era un frequentatore abituale. Non furono raccolti sufficienti indizi a suo carico e non venne emessa nessuna accusa ufficiale. Nel marzo 2008, Savile fece causa al The Sun, perché aveva citato il suo nome in svariati articoli sugli abusi sessuali su minori avvenuti presso la scuola Haut de la Garenne nel Baliato di Jersey. Egli negò di essersi mai recato alla Haut de la Garenne, ma in seguito ammise di esserci andato una volta a seguito della diffusione di una fotografia che lo ritraeva circondato dai bambini della scuola. Anche in questo caso le prove non furono ritenute sufficienti e l'inchiesta venne chiusa senza luogo a procedere. Nel 2009, nel corso di un'intervista registrata con il suo biografo, Savile difese la pop star Gary Glitter, che nel 1999 era stato arrestato per possesso di materiale pedopornografico: «Era solo per sua gratificazione personale. Che sia giusta o sbagliata, la cosa riguarda solo lui come persona... chi guarda solo non fa niente di male ma viene comunque demonizzato». L'intervista non venne pubblicata all'epoca, e fu resa pubblica solo dopo il decesso di Savile.
La sua popolarità viene però seriamente incrinata soltanto nella seconda metà degli anni 2000, dalle voci che si diffondono sul suo conto relative a presunti episodi di pedofilia e violenza sessuale. Lo scandalo scoppia quasi un anno dopo la sua morte, in seguito alle testimonianze rese pubbliche dai tabloid del Regno Unito. Secondo le cronache, il numero delle vittime potrebbe attestarsi intorno alle 300.
Il 12 novembre 2012, la Polizia Metropolitana ha annunciato che la portata delle accuse di abusi sessuali a carico di Savile è "senza precedenti" in Gran Bretagna: un totale di 450 presunte vittime ha contattato la polizia nelle dieci settimane trascorse dall'inizio dell'indagine ufficiale. Gli analisti riportarono che l'82% dei testimoni erano di sesso femminile e l'80% era minorenne all'epoca dei presunti abusi.
Lo scandalo ha portato critiche generalizzate verso la BBC e il Sistema sanitario nazionale britannico. Era noto che le voci sulle attività illecite di Savile circolavano da tempo ai vertici della BBC negli anni sessanta e settanta, ma che non venne mai preso in considerazione nessun provvedimento. Il direttore generale della BBC, George Entwistle, si scusò pubblicamente per l'accaduto, e il 16 ottobre 2012 incaricò l'ex giudice dell'Alta corte di giustizia Dame Janet Smith a indagare sulle regole e procedure della BBC all'epoca della permanenza di Savile all'emittente.
Nel giugno 2014 sono emersi nuovi elementi sugli abusi compiuti da Jimmy Savile, non solo nell'ambito della sua attività televisiva, ma anche presso alcune strutture sanitarie pubbliche. In particolare, il conduttore avrebbe abusato sessualmente in diversi ospedali di malati, talvolta incapaci di reagire, di età compresa tra i 5 e i 75 anni e di ambo i sessi. Avendo accesso illimitato negli ospedali pubblici, Savile avrebbe avuto rapporti sessuali anche con cadaveri. A tal proposito, una infermiera dipendente dell'ospedale di Broadmoor affermò che Savile le aveva detto quanto gli piacesse indulgere in atti di necrofilia con i cadaveri presenti nell'obitorio di Leeds e di come si fosse fatto dei monili togliendo gli occhi di vetro a qualche salma; Savile era amico del responsabile della camera mortuaria, che gli dava accesso libero ovunque nella struttura.
Davanti al Parlamento, il ministro della Sanità britannico Jeremy Hunt si è scusato a nome del governo con le vittime per non averle sapute proteggere da un uomo considerato un tempo un "eccentrico gioiello nazionale".
Gli ospedali finiti nell'inchiesta su Savile sono ben 28, tra cui quello per malati psichiatrici di Broadmoor. I fatti più gravi sarebbero avvenuti invece nel Leeds General Infirmary, uno dei policlinici universitari più grandi del Paese - dove lavorano oltre 15.000 persone con 1,5 milioni di pazienti l'anno - presso il quale Savile ha prestato servizio come volontario per quattro decenni e del quale è stato un benefattore.

### Conseguenze
Con il diffondersi dello scandalo, molte organizzazioni e istituzioni benefiche intitolate o connesse a Savile cambiarono denominazione o chiusero i battenti. Una targa commemorativa posizionata su un muro della casa di Savile a Scarborough, nel North Yorkshire, venne rimossa nell'ottobre 2012 dopo essere stata imbrattata con dei graffiti osceni. Una statua in legno raffigurante Savile presente nello Scotstoun Leisure Centre di Glasgow è stata rimossa all'incirca nello stesso periodo. Un segnale su un sentiero a Scarborough che portava il cognome di Savile fu rimosso anch'esso. La Savile Hall, una sala conferenze presso il Royal Armouries Museum di Leeds, venne rinominata New Dock Hall. Due organizzazioni caritatevoli fondate in suo nome per combattere "povertà e malattia" annunciarono di essere troppo collegate al nome di Savile e decisero quindi di chiudere e donare i propri fondi ad altre organizzazioni di beneficenza. Il 28 ottobre è stata diffusa la notizia che il cottage di Savile a Glen Coe era stato vandalizzato con della vernice spray. Il cottage è stato venduto nel maggio 2013.
Il 9 ottobre 2012 alcuni parenti di Savile annunciarono che la sua lapide funeraria, del costo di 4000 sterline, sarebbe stata a breve rimossa, distrutta e mandata in discarica. La famiglia Savile espresse il proprio cordoglio per il dolore provato dalle vittime degli abusi sessuali e "rispetto per l'opinione pubblica". Il corpo di Jimmy Savile è sepolto nel cimitero di Scarborough, anche se nel 2012 fu avanzata la proposta di esumarlo e cremarlo.

## Nella cultura di massa
- Il personaggio di Culverton Smith (interpretato da Toby Jones), serial killer nonché miliardario filantropo, presente nell'episodio Il detective morente (2017) della serie televisiva britannica Sherlock, è parzialmente ispirato a Jimmy Savile.[72]

- Nel 2022 è stato distribuito il documentario I crimini di Jimmy Savile (Jimmy Savile: A British Horror Story) sulla piattaforma di streaming a pagamento Netflix.[73]

- Nel finale del film 28 anni dopo di Danny Boyle del 2025 sono presenti dei personaggi ispirati a Saville nel vestiario e nell'aspetto.